# Premi Gwangju pels Drets Humans
El premi Gwangju pels Drets Humans és un premi concedit per la Fundació Memorial del 18 de maig de Corea del Sud per reconèixer "individus, grups o institucions a Corea i l'estranger que han contribuït a promoure i avançar els drets humans, la democràcia i la pau a través del seu treball." El premi té com a objectiu commemorar l'esperit del Moviment de Democratització Gwangju (maig de 1980) (també conegut com a "518" per començar el 18 de maig) en què els ciutadans prodemocràtics van lluitar contra soldats en protesta pel regna militar de Chun Doo-hwan. Segons s'explica el lloc web de l'organització, "Gwangju va rebre una valuosa ajuda dels altres mentre feia la lluita per examinar la veritat darrere de l'aixecament del 18 de maig, i mentre s'esforçava per desenvolupar una veritable democràcia. En resposta, volem donar-li alguna cosa a aquells que donaven suport a la nostra causa de la pau i la democràcia." Des de 2011 el premi consistia en un importe en metàl·lic de 50,000dòlars dels Estats Units.

## Llista de guardonats amb el Premi Gwangju pels Drets Humans
Aquesta és la llista de guardonats:
| Any  | Guardonat                                                 | Estat          |
| ---- | --------------------------------------------------------- | -------------- |
| 2000 | Xanana Gusmão                                             | Timor Oriental |
| 2001 | Basil Fernando                                            | Sri Lanka      |
| 2002 | Associació Coreana de Famílies Afligits per la Democràcia | Corea del Sud  |
| 2003 | Dandeniya Gamage Jayanthi                                 | Sri Lanka      |
| 2004 | Aung San Suu Kyi                                          | Myanmar        |
| 2005 | Wardah Hafidz                                             | Indonèsia      |
| 2006 | Malalai Joya                                              | Afganistan     |
| 2006 | Angkhana Neelaphaijit                                     | Tailàndia      |
| 2007 | Irom Chanu Sharmila                                       | Índia          |
| 2007 | Lenin Raghuvanshi                                         | Índia          |
| 2008 | Muneer A. Malik                                           | Pakistan       |
| 2009 | Min Ko Naing                                              | Myanmar        |
| 2010 | Sushil Pyakurel                                           | Nepal          |
| 2011 | Binayak Sen                                               | Índia          |
| 2012 | Mun Jeong Hyeon                                           | Corea del Sud  |
| 2013 | H.I.J.O.S.                                                | Argentina      |
| 2014 | Adilur Rahman Khan                                        | Bangladesh     |
| 2014 | Mares de Khavaran                                         | Iran           |
| 2015 | Latifah Anum Siregar                                      | Indonèsia      |
| 2016 | Nguyen Dan Que                                            | Vietnam        |
| 2016 | Bersih                                                    | Malàisia       |
| 2017 | Jatupat Boonpattararaksa                                  | Tailàndia      |
| 2018 | Fr. Nandana Manatunga                                     | Sri Lanka      |
| 2019 | Joanna Cariño                                             | Filipines      |
| 2021 | Arnon Nampa                                               | Tailàndia      |